# Tournoi de tennis US Clay Court
L'US Clay Court Championship est un tournoi international de tennis professionnel masculin du circuit ATP World Tour et féminin du circuit professionnel WTA qui se joue sur terre battue aux États-Unis.
La dernière édition de l'épreuve féminine date de 1986. Avec six succès (dont quatre consécutifs de 1972 à 1975), Chris Evert détient le record de victoires en simple.
Basé à Houston depuis 2001, le tournoi masculin s'est successivement tenu à Indianapolis (1969-87), Charleston (1988-89), Kiawah Island (1990), Charlotte (1991-93), Birmingham (1994), Pinehurst (1995-96) et Orlando (1997-2000). Les joueurs les plus titrés sont Jimmy Connors (4 titres et 2 finales en simple et 1 titre en double), Manuel Orantes (3 titres en simple et 1 titre et 1 finale en double), Andy Roddick (3 titres et 2 finales en simple et 1 titre en double) et les frères Bob Bryan et Mike Bryan (6 titres et 2 finales en double).

## Palmarès dames

### Simple
| No       | Date       | Nom et lieu du tournoi                    | Catégorie      | Dotation  | Surface      | Vainqueure       | Finaliste         | Score         |         |
| -------- | ---------- | ----------------------------------------- | -------------- | --------- | ------------ | ---------------- | ----------------- | ------------- | ------- |
| 1        | 13-07-1953 | US Clay Court Championships, Chicago      |                | NC        | Terre (ext.) | Maureen Connolly | Althea Gibson     | 6-4, 6-4      |         |
| 2        | 11-07-1954 | US Clay Court Championships, River Forest |                | NC        | Terre (ext.) | Maureen Connolly | Doris Hart        | 6-3, 6-1      |         |
| Ère Open |            |                                           |                |           |              |                  |                   |               |         |
| 3        | 22-07-1969 | US Clay Court Championships, Indianapolis |                | NC        | Terre (ext.) | Gail Sherriff    | Linda Tuero       | 6-2, 6-2      | Tableau |
| 4        | 20-07-1970 | US Clay Court Championships, Indianapolis |                | NC        | Terre (ext.) | Linda Tuero      | Gail Sherriff     | 7-5, 6-1      | Tableau |
| 5        | 09-08-1971 | US Clay Court Championships, Indianapolis |                | 18 000 $  | Terre (ext.) | Billie Jean King | Linda Tuero       | 6-4, 7-5      | Tableau |
| 6        | 07-08-1972 | US Clay Court Championships, Indianapolis | Grand Prix     | 60 000 $  | Terre (ext.) | Chris Evert      | Evonne Goolagong  | 7-62, 6-1     | Tableau |
| 7        | 13-08-1973 | US Clay Court Championships, Indianapolis | USTA Tour      | NC        | Terre (ext.) | Chris Evert      | Veronica Burton   | 6-4, 6-3      | Tableau |
| 8        | 05-08-1974 | US Clay Court Championships, Indianapolis |                | NC        | Terre (ext.) | Chris Evert      | Gail Sherriff     | 6-0, 6-0      | Tableau |
| 9        | 05-08-1975 | US Clay Court Championship, Indianapolis  |                | 100 000 $ | Terre (ext.) | Chris Evert      | Dianne Fromholtz  | 6-3, 6-4      | Tableau |
| 10       | 09-08-1976 | US Clay Court Championships, Indianapolis |                | 35 000 $  | Terre (ext.) | Kathy May        | Brigitte Cuypers  | 6-4, 4-6, 6-2 |         |
| 11       | 08-08-1977 | US Clay Courts, Indianapolis              | Colgate Series | 35 000 $  | Terre (ext.) | Laura duPont     | Nancy Richey      | 6-4, 6-3      | Tableau |
| 12       | 07-08-1978 | US Clay Court Championships, Indianapolis |                | 35 000 $  | Terre (ext.) | Dana Gilbert     | Viviana Gonzalez  | 6-2, 6-3      | Tableau |
| 13       | 06-08-1979 | US Clay Court Championships, Indianapolis |                | 100 000 $ | Terre (ext.) | Chris Evert      | Evonne Goolagong  | 6-4, 6-3      | Tableau |
| 14       | 04-08-1980 | US Clay Court Championships, Indianapolis |                | 150 000 $ | Terre (ext.) | Chris Evert      | Andrea Jaeger     | 6-4, 6-3      | Tableau |
| 15       | 03-08-1981 | US Clay Court Championships, Indianapolis |                | 150 000 $ | Terre (ext.) | Andrea Jaeger    | Virginia Ruzici   | 6-1, 6-0      | Tableau |
| 16       | 02-08-1982 | US Clay Court Championships, Indianapolis | Series 5       | 150 000 $ | Terre (ext.) | Virginia Ruzici  | Helena Suková     | 6-2, 6-0      | Tableau |
| 17       | 01-08-1983 | US Clay Court Championships, Indianapolis |                | 200 000 $ | Terre (ext.) | Andrea Temesvári | Zina Garrison     | 6-2, 6-2      | Tableau |
| 18       | 06-08-1984 | US Open Clay Courts, Indianapolis         |                | 200 000 $ | Terre (ext.) | Manuela Maleeva  | Lisa Bonder       | 6-4, 6-3      | Tableau |
| 19       | 22-07-1985 | US Clay Courts, Indianapolis              |                | 200 000 $ | Terre (ext.) | Andrea Temesvári | Zina Garrison     | 7-6, 6-3      | Tableau |
| 20       | 28-04-1986 | US Open Clay Courts, Indianapolis         |                | 200 000 $ | Terre (ext.) | Steffi Graf      | Gabriela Sabatini | 2-6, 7-6, 6-4 | Tableau |

### Double
| No | Date       | Nom et lieu du tournoi                   | Catégorie      | Dotation  | Surface      | Vainqueures                               | Finalistes                                | Score         |         |
| -- | ---------- | ---------------------------------------- | -------------- | --------- | ------------ | ----------------------------------------- | ----------------------------------------- | ------------- | ------- |
| 1  | 22-07-1969 | US Clay Court Championships Indianapolis |                | NC        | Terre (ext.) | Lesley Turner Gail Sherriff               | Emilie Burrer Linda Tuero                 | 6-0, 10-8     | Tableau |
| 2  | 20-07-1970 | US Clay Court Championships Indianapolis |                | NC        | Terre (ext.) | Rosie Casals Gail Sherriff                | Helen Gourlay Pat Walkden                 | 6-2, 6-2      | Tableau |
| 3  | 09-08-1971 | US Clay Court Championships Indianapolis |                | 18 000 $  | Terre (ext.) | Judy Tegart-Dalton Billie Jean King       | Julie Heldman Linda Tuero                 | 6-1, 6-2      | Tableau |
| 4  | 07-08-1972 | US Clay Court Championships Indianapolis | Grand Prix     | 60 000 $  | Terre (ext.) | Evonne Goolagong Lesley Hunt              | Margaret Smith Court Pam Teeguarden       | 6-2, 6-1      | Tableau |
| 5  | 13-08-1973 | US Clay Court Championships Indianapolis | USTA Tour      | NC        | Terre (ext.) | Patti Hogan Sharon Walsh                  | Fiorella Bonicelli María-Isabel Fernández | 6-4, 6-4      | Tableau |
| 6  | 05-08-1974 | US Clay Court Championships Indianapolis |                | NC        | Terre (ext.) | Gail Sherriff Julie Heldman               | Chris Evert Jeanne Evert                  | 6-3, 6-1      | Tableau |
| 7  | 05-08-1975 | US Clay Court Championship Indianapolis  |                | 100 000 $ | Terre (ext.) | Fiorella Bonicelli María-Isabel Fernández | Gail Sherriff Julie Heldman               | 3-6, 7-5, 6-3 | Tableau |
| 8  | 09-08-1976 | US Clay Court Championships Indianapolis |                | 35 000 $  | Terre (ext.) | Linky Boshoff Ilana Kloss                 | Laura duPont Wendy Turnbull               | 6-2, 6-3      |         |
| 9  | 08-08-1977 | US Clay Courts Indianapolis              | Colgate Series | 35 000 $  | Terre (ext.) | Linky Boshoff Ilana Kloss                 | Mary Carillo Wendy Overton                | 5-7, 7-5, 6-3 | Tableau |
| 10 | 07-08-1978 | US Clay Court Championships Indianapolis |                | 35 000 $  | Terre (ext.) | Helen Anliot Helle Sparre-Viragh          | Barbara Hallquist Sheila McInerney        | 6-3, 6-1      | Tableau |
| 11 | 06-08-1979 | US Clay Court Championships Indianapolis |                | 100 000 $ | Terre (ext.) | Kathy Jordan Anne Smith                   | Penny Johnson Paula Smith                 | 6-1, 6-0      | Tableau |
| 12 | 04-08-1980 | US Clay Court Championships Indianapolis |                | 150 000 $ | Terre (ext.) | Anne Smith Paula Smith                    | Virginia Ruzici Renáta Tomanová           | 4-6, 6-3, 6-4 | Tableau |
| 13 | 03-08-1981 | US Clay Court Championships Indianapolis |                | 150 000 $ | Terre (ext.) | Joanne Russell Virginia Ruzici            | Sue Barker Paula Smith                    | 6-2, 6-2      | Tableau |
| 14 | 02-08-1982 | US Clay Court Championships Indianapolis | Series 5       | 150 000 $ | Terre (ext.) | Ivanna Madruga-Osses Catherine Tanvier    | Joanne Russell Virginia Ruzici            | 7-5, 7-6      | Tableau |
| 15 | 01-08-1983 | US Clay Court Championships Indianapolis |                | 200 000 $ | Terre (ext.) | Kathleen Horvath Virginia Ruzici          | Gigi Fernández Beth Herr                  | 4-6, 7-6, 6-2 | Tableau |
| 16 | 06-08-1984 | US Open Clay Courts Indianapolis         |                | 200 000 $ | Terre (ext.) | Beverly Mould Paula Smith                 | Elise Burgin Joanne Russell               | 6-2, 7-5      | Tableau |
| 17 | 22-07-1985 | US Clay Courts Indianapolis              |                | 200 000 $ | Terre (ext.) | Katerina Maleeva Manuela Maleeva          | Penny Barg Paula Smith                    | 3-6, 6-3, 6-4 | Tableau |
| 18 | 28-04-1986 | US Open Clay Courts Indianapolis         |                | 200 000 $ | Terre (ext.) | Steffi Graf Gabriela Sabatini             | Gigi Fernández Robin White                | 6-2, 6-0      | Tableau |

## Palmarès messieurs

### Simple
| No | Date       | Nom et lieu du tournoi                                        | Catégorie    | Dotation  | Surface      | Vainqueur          | Finaliste               | Score               |         |
| -- | ---------- | ------------------------------------------------------------- | ------------ | --------- | ------------ | ------------------ | ----------------------- | ------------------- | ------- |
| 1  | 21-07-1969 | US Men's Clay Court Championship, Indianapolis                |              | NC $      | Terre (ext.) | Željko Franulović  | Arthur Ashe             | 8-6, 6-3, 6-4       |         |
| 2  | 27-07-1970 | US Men's Clay Court Championship, Indianapolis                |              | 50 000 $  | Terre (ext.) | Cliff Richey       | Stan Smith              | 6-2, 10-8, 3-6, 6-1 |         |
| 3  | 16-08-1971 | US Men's Clay Court Championship, Indianapolis                |              | NC $      | Terre (ext.) | Željko Franulović  | Cliff Richey            | 6-3, 6-4, 0-6, 6-3  |         |
| 4  | 07-08-1972 | US Men's Clay Court Championship, Indianapolis                |              | 60 000 $  | Terre (ext.) | Bob Hewitt         | Jimmy Connors           | 7-5, 6-1, 6-2       |         |
| 5  | 13-08-1973 | US Men's Clay Court Championship, Indianapolis                |              | 90 000 $  | Terre (ext.) | Manuel Orantes     | Georges Goven           | 6-4, 6-1, 6-4       |         |
| 6  | 05-08-1974 | US Men's Clay Court Championship, Indianapolis                |              | 130 000 $ | Terre (ext.) | Jimmy Connors      | Björn Borg              | 5-7, 6-3, 6-4       |         |
| 7  | 04-08-1975 | US Men's Clay Court Championship, Indianapolis                |              | NC $      | Terre (ext.) | Manuel Orantes     | Arthur Ashe             | 6-2, 6-2            |         |
| 8  | 09-08-1976 | US Men's Clay Court Championship, Indianapolis                |              | 125 000 $ | Terre (ext.) | Jimmy Connors      | Wojtek Fibak            | 6-2, 6-4            |         |
| 9  | 08-08-1977 | US Men's Clay Court Championship, Indianapolis                |              | 125 000 $ | Terre (ext.) | Manuel Orantes     | Jimmy Connors           | 6-1, 6-3            |         |
| 10 | 07-08-1978 | US Men's Clay Court Championship, Indianapolis                |              | 175 000 $ | Terre (ext.) | Jimmy Connors      | José Higueras           | 7-5, 6-1            |         |
| 11 | 06-08-1979 | US Men's Clay Court Championship, Indianapolis                |              | 175 000 $ | Terre (ext.) | Jimmy Connors      | Guillermo Vilas         | 6-1, 2-6, 6-4       |         |
| 12 | 04-08-1980 | US Men's Clay Court Championship, Indianapolis                |              | 200 000 $ | Terre (ext.) | José Luis Clerc    | Mel Purcell             | 7-5, 6-3            |         |
| 13 | 03-08-1981 | US Men's Clay Court Championship, Indianapolis                |              | 200 000 $ | Terre (ext.) | José Luis Clerc    | Ivan Lendl              | 4-6, 6-4, 6-2       |         |
| 14 | 02-08-1982 | US Men's Clay Court Championship, Indianapolis                |              | 200 000 $ | Terre (ext.) | José Higueras      | Jimmy Arias             | 7-5, 5-7, 6-3       |         |
| 15 | 01-08-1983 | US Men's Clay Court Championship, Indianapolis                |              | 300 000 $ | Terre (ext.) | Jimmy Arias        | Andrés Gómez            | 6-4, 2-6, 6-4       |         |
| 16 | 06-08-1984 | US Men's Clay Court Championship, Indianapolis                |              | 300 000 $ | Terre (ext.) | Andrés Gómez       | Balázs Taróczy          | 6-0, 7-6            |         |
| 17 | 22-07-1985 | US Men's Clay Court Championship, Indianapolis                |              | 300 000 $ | Terre (ext.) | Ivan Lendl         | Andrés Gómez            | 6-1, 6-3            |         |
| 18 | 28-04-1986 | US Men's Clay Court Championship, Indianapolis                |              | 300 000 $ | Terre (ext.) | Andrés Gómez       | Thierry Tulasne         | 6-4, 7-6            |         |
| 19 | 13-07-1987 | US Men's Clay Court Championship, Indianapolis                |              | 300 000 $ | Terre (ext.) | Mats Wilander      | Kent Carlsson           | 7-5, 6-3            | Tableau |
| 20 | 25-04-1988 | US Men's Clay Court Championship, Charleston                  |              | 190 000 $ | Terre (ext.) | Andre Agassi       | Jimmy Arias             | 6-2, 6-2            |         |
| 21 | 08-05-1989 | US Men's Clay Court Championship, Charleston                  |              | 190 000 $ | Terre (ext.) | Jay Berger         | Lawson Duncan           | 6-4, 6-3            |         |
| 22 | 07-05-1990 | US Men's Clay Court Championship, Kiawah Island               | World Series | 197 000 $ | Terre (ext.) | David Wheaton      | Mark Kaplan             | 6-4, 6-4            |         |
| 23 | 06-05-1991 | US Men's Clay Court Championship, Charlotte (NC)              | World Series | 215 000 $ | Terre (ext.) | Jaime Yzaga        | Jimmy Arias             | 6-3, 7-5            |         |
| 24 | 04-05-1992 | US Men's Clay Court Championship, Charlotte (NC)              | World Series | 225 000 $ | Terre (ext.) | MaliVai Washington | Claudio Mezzadri        | 6-3, 6-3            |         |
| 25 | 12-04-1993 | US Men's Clay Court Championship, Charlotte (NC)              | World Series | 275 000 $ | Terre (ext.) | Horacio de la Peña | Jaime Yzaga             | 3-6, 6-3, 6-4       |         |
| 26 | 11-04-1994 | US Men's Clay Court Championship, Birmingham (AL)             | World Series | 288 750 $ | Terre (ext.) | Jason Stoltenberg  | Gabriel Markus          | 6-3, 6-4            |         |
| 27 | 02-05-1994 | USTA Clay Court Classic, Pinehurst                            | World Series | 250 000 $ | Terre (ext.) | Jared Palmer       | Todd Martin             | 6-4, 7-65           |         |
| 28 | 08-05-1995 | US Men's Clay Court Championship, Pinehurst                   | World Series | 264 250 $ | Terre (ext.) | Thomas Enqvist     | Javier Frana            | 6-3, 3-6, 6-3       |         |
| 29 | 06-05-1996 | US Men's Clay Court Championship, Pinehurst                   | World Series | 264 250 $ | Terre (ext.) | Fernando Meligeni  | Mats Wilander           | 6-4, 6-2            |         |
| 30 | 21-04-1997 | US Men's Clay Court Championship, Orlando                     | World Series | 264 250 $ | Terre (ext.) | Michael Chang      | Grant Stafford          | 4-6, 6-2, 6-1       |         |
| 31 | 20-04-1998 | US Men's Clay Court Championship, Orlando                     | Int' Series  | 264 250 $ | Terre (ext.) | Jim Courier        | Michael Chang           | 7-5, 3-6, 7-5       |         |
| 32 | 19-04-1999 | US Men's Clay Court Championship, Orlando                     | Int' Series  | 264 250 $ | Terre (ext.) | Magnus Norman      | Guillermo Cañas         | 6-0, 6-3            |         |
| 33 | 01-05-2000 | US Men's Clay Court Championship, Orlando                     | Int' Series  | 325 000 $ | Terre (ext.) | Fernando González  | Nicolás Massú           | 6-2, 6-3            | Tableau |
| 34 | 30-04-2001 | US Men's Clay Court Championship, Houston                     | Int' Series  | 325 000 $ | Terre (ext.) | Andy Roddick       | Lee Hyung-taik          | 7-5, 6-3            | Tableau |
| 35 | 22-04-2002 | US Men's Clay Court Championship, Houston                     | Int' Series  | 375 000 $ | Terre (ext.) | Andy Roddick       | Pete Sampras            | 7-69, 6-3           | Tableau |
| 36 | 21-04-2003 | US Men's Clay Court Championship, Houston                     | Int' Series  | 355 000 $ | Terre (ext.) | Andre Agassi       | Andy Roddick            | 3-6, 6-3, 6-4       | Tableau |
| 37 | 12-04-2004 | US Men's Clay Court Championship, Houston                     | Int' Series  | 355 000 $ | Terre (ext.) | Tommy Haas         | Andy Roddick            | 6-3, 6-4            | Tableau |
| 38 | 18-04-2005 | US Men's Clay Court Championship, Houston                     | Int' Series  | 355 000 $ | Terre (ext.) | Andy Roddick       | Sébastien Grosjean      | 6-2, 6-2            | Tableau |
| 39 | 10-04-2006 | US Men's Clay Court Championship, Houston                     | Int' Series  | 355 000 $ | Terre (ext.) | Mardy Fish         | Jürgen Melzer           | 3-6, 6-4, 6-3       | Tableau |
| 40 | 09-04-2007 | US Men's Clay Court Championship, Houston                     | Int' Series  | 391 000 $ | Terre (ext.) | Ivo Karlović       | Mariano Zabaleta        | 6-4, 6-1            | Tableau |
| 41 | 14-04-2008 | US Men's Clay Court Championship, Houston                     | Int' Series  | 411 000 $ | Terre (ext.) | Marcel Granollers  | James Blake             | 6-4, 1-6, 7-5       | Tableau |
| 42 | 06-04-2009 | US Men's Clay Court Championship, Houston                     | ATP 250      | 442 500 $ | Terre (ext.) | Lleyton Hewitt     | Wayne Odesnik           | 6-2, 7-5            | Tableau |
| 43 | 05-04-2010 | US Men's Clay Court Championship, Houston                     | ATP 250      | 442 500 $ | Terre (ext.) | Juan Ignacio Chela | Sam Querrey             | 5-7, 6-4, 6-3       | Tableau |
| 44 | 04-04-2011 | US Men's Clay Court Championship, Houston                     | ATP 250      | 442 500 $ | Terre (ext.) | Ryan Sweeting      | Kei Nishikori           | 6-4, 7-63           | Tableau |
| 45 | 09-04-2012 | US Men's Clay Court Championship, Houston                     | ATP 250      | 442 500 $ | Terre (ext.) | Juan Mónaco        | John Isner              | 6-2, 3-6, 6-3       | Tableau |
| 46 | 08-04-2013 | US Men's Clay Court Championship, Houston                     | ATP 250      | 455 775 $ | Terre (ext.) | John Isner         | Nicolás Almagro         | 6-3, 7-5            | Tableau |
| 47 | 07-04-2014 | Fayez Sarofim & Co. US Men's Clay Court Champ's, Houston      | ATP 250      | 474 005 $ | Terre (ext.) | Fernando Verdasco  | Nicolás Almagro         | 6-3, 7-64           | Tableau |
| 48 | 06-04-2015 | Fayez Sarofim & Co. US Men's Clay Court Champ's, Houston      | ATP 250      | 488 225 $ | Terre (ext.) | Jack Sock          | Sam Querrey             | 7-69, 7-62          | Tableau |
| 49 | 04-04-2016 | Fayez Sarofim & Co. US Men's Clay Court Champ's, Houston      | ATP 250      | 515 025 $ | Terre (ext.) | Juan Mónaco        | Jack Sock               | 3-6, 6-3, 7-5       | Tableau |
| 50 | 10-04-2017 | Fayez Sarofim & Co. US Men's Clay Court Championship, Houston | ATP 250      | 535 625 $ | Terre (ext.) | Steve Johnson      | Thomaz Bellucci         | 6-4, 4-6, 7-65      | Tableau |
| 51 | 09-04-2018 | Fayez Sarofim & Co. US Men's Clay Court Championship, Houston | ATP 250      | 557 050 $ | Terre (ext.) | Steve Johnson      | Tennys Sandgren         | 7-62, 2-6, 6-4      | Tableau |
| 52 | 08-04-2019 | Fayez Sarofim & Co. US Men's Clay Court Championship, Houston | ATP 250      | 583 585 $ | Terre (ext.) | Cristian Garín     | Casper Ruud             | 7-64, 4-6, 6-3      | Tableau |
| 53 | 04-04-2022 | Fayez Sarofim & Co. US Men's Clay Court Championship, Houston | ATP 250      | 594 950 $ | Terre (ext.) | Reilly Opelka      | John Isner              | 6-3, 7-67           | Tableau |
| 54 | 03-04-2023 | Fayez Sarofim & Co. US Men's Clay Court Championship, Houston | ATP 250      | 642 735 $ | Terre (ext.) | Frances Tiafoe     | Tomás Martín Etcheverry | 7-61, 7-66          | Tableau |
| 55 | 01-04-2024 | Fayez Sarofim & Co. US Men's Clay Court Championship, Houston | ATP 250      | 661 585 $ | Terre (ext.) | Ben Shelton        | Frances Tiafoe          | 7-5, 4-6, 6-3       | Tableau |
| 56 | 31-03-2025 | Fayez Sarofim & Co. US Men's Clay Court Championship, Houston | ATP 250      | 680 140 $ | Terre (ext.) | Jenson Brooksby    | Frances Tiafoe          | 6-4, 6-2            | Tableau |

### Double
| No | Date       | Nom et lieu du tournoi                                        | Catégorie    | Dotation  | Surface      | Vainqueurs                             | Finalistes                               | Score              |         |
| -- | ---------- | ------------------------------------------------------------- | ------------ | --------- | ------------ | -------------------------------------- | ---------------------------------------- | ------------------ | ------- |
| 1  | 27-07-1970 | US Men's Clay Court Championship, Indianapolis                |              | 50 000 $  | Terre (ext.) | Arthur Ashe Clark Graebner             | Ilie Năstase Ion Țiriac                  | 2-6, 6-4, 6-4      |         |
| 2  | 16-08-1971 | US Men's Clay Court Championship, Indianapolis                |              | NC $      | Terre (ext.) | Željko Franulović Jan Kodeš            | Clark Graebner Erik van Dillen           | 7-6, 5-7, 6-3      |         |
| 3  | 07-08-1972 | US Men's Clay Court Championship, Indianapolis                |              | 60 000 $  | Terre (ext.) | Bob Hewitt Frew McMillan               | Patricio Cornejo Jaime Fillol            | 6-2, 6-3           |         |
| 4  | 13-08-1973 | US Men's Clay Court Championship, Indianapolis                |              | 90 000 $  | Terre (ext.) | Robert Carmichael Frew McMillan        | Manuel Orantes Ion Țiriac                | 6-3, 6-4           |         |
| 5  | 05-08-1974 | US Men's Clay Court Championship, Indianapolis                |              | 130 000 $ | Terre (ext.) | Jimmy Connors Ilie Năstase             | Jürgen Fassbender Hans-Jürgen Pohmann    | 6-7, 6-3, 6-4      |         |
| 6  | 04-08-1975 | US Men's Clay Court Championship, Indianapolis                |              | NC $      | Terre (ext.) | Juan Gisbert Manuel Orantes            | Wojtek Fibak Hans-Jürgen Pohmann         | 7-5, 6-0           |         |
| 7  | 09-08-1976 | US Men's Clay Court Championship, Indianapolis                |              | 125 000 $ | Terre (ext.) | Brian Gottfried Raúl Ramírez           | Fred McNair Sherwood Stewart             | 6-2, 6-2           |         |
| 8  | 08-08-1977 | US Men's Clay Court Championship, Indianapolis                |              | 125 000 $ | Terre (ext.) | Patricio Cornejo Jaime Fillol          | Dick Crealy Cliff Letcher                | 6-7, 6-4, 6-3      |         |
| 9  | 07-08-1978 | US Men's Clay Court Championship, Indianapolis                |              | 175 000 $ | Terre (ext.) | Gene Mayer Hank Pfister                | Jeff Borowiak Chris Lewis                | 6-3, 6-1           |         |
| 10 | 06-08-1979 | US Men's Clay Court Championship, Indianapolis                |              | 175 000 $ | Terre (ext.) | Gene Mayer John McEnroe                | Jan Kodeš Tomáš Šmíd                     | 6-4, 7-6           |         |
| 11 | 04-08-1980 | US Men's Clay Court Championship, Indianapolis                |              | 200 000 $ | Terre (ext.) | Kevin Curren Steve Denton              | Wojtek Fibak Ivan Lendl                  | 3-6, 7-6, 6-4      |         |
| 12 | 03-08-1981 | US Men's Clay Court Championship, Indianapolis                |              | 200 000 $ | Terre (ext.) | Kevin Curren Steve Denton              | Raúl Ramírez Van Winitsky                | 6-3, 5-7, 7-5      |         |
| 13 | 02-08-1982 | US Men's Clay Court Championship, Indianapolis                |              | 200 000 $ | Terre (ext.) | Sherwood Stewart Ferdi Taygan          | Robbie Venter Blaine Willenborg          | 6-4, 7-5           |         |
| 14 | 01-08-1983 | US Men's Clay Court Championship, Indianapolis                |              | 300 000 $ | Terre (ext.) | Mark Edmondson Sherwood Stewart        | Carlos Kirmayr Cássio Motta              | 6-3, 6-2           |         |
| 15 | 06-08-1984 | US Men's Clay Court Championship, Indianapolis                |              | 300 000 $ | Terre (ext.) | Ken Flach Robert Seguso                | Heinz Günthardt Balázs Taróczy           | 7-6, 7-5           |         |
| 16 | 22-07-1985 | US Men's Clay Court Championship, Indianapolis                |              | 300 000 $ | Terre (ext.) | Ken Flach Robert Seguso                | Pavel Složil Kim Warwick                 | 6-4, 6-4           |         |
| 17 | 28-04-1986 | US Men's Clay Court Championship, Indianapolis                |              | 300 000 $ | Terre (ext.) | Hans Gildemeister Andrés Gómez         | John Fitzgerald Sherwood Stewart         | 6-4, 6-3           |         |
| 18 | 13-07-1987 | US Men's Clay Court Championship, Indianapolis                |              | 300 000 $ | Terre (ext.) | Laurie Warder Blaine Willenborg        | Joakim Nyström Mats Wilander             | 6-0, 6-3           | Tableau |
| 19 | 25-04-1988 | US Men's Clay Court Championship, Charleston                  |              | 190 000 $ | Terre (ext.) | Pieter Aldrich Danie Visser            | Jorge Lozano Todd Witsken                | 7-6, 6-3           |         |
| 20 | 08-05-1989 | US Men's Clay Court Championship, Charleston                  |              | 190 000 $ | Terre (ext.) | Mikael Pernfors Tobias Svantesson      | Agustín Moreno Jaime Yzaga               | 6-4, 4-6, 7-5      |         |
| 21 | 07-05-1990 | US Men's Clay Court Championship, Kiawah Island               | World Series | 197 000 $ | Terre (ext.) | Scott Davis David Pate                 | Jim Grabb Leonardo Lavalle               | 6-2, 6-3           |         |
| 22 | 06-05-1991 | US Men's Clay Court Championship, Charlotte (NC)              | World Series | 215 000 $ | Terre (ext.) | Rick Leach Jim Pugh                    | Bret Garnett Greg Van Emburgh            | 6-3, 2-6, 6-3      |         |
| 23 | 04-05-1992 | US Men's Clay Court Championship, Charlotte (NC)              | World Series | 225 000 $ | Terre (ext.) | Steve DeVries David Macpherson         | Bret Garnett Jared Palmer                | 6-4, 7-6           |         |
| 24 | 12-04-1993 | US Men's Clay Court Championship, Charlotte (NC)              | World Series | 275 000 $ | Terre (ext.) | Rikard Bergh Trevor Kronemann          | Javier Frana Leonardo Lavalle            | 6-1, 6-2           |         |
| 25 | 11-04-1994 | US Men's Clay Court Championship, Birmingham (AL)             | World Series | 288 750 $ | Terre (ext.) | Richey Reneberg Christo van Rensburg   | Brian MacPhie David Witt                 | 2-6, 6-3, 6-2      |         |
| 26 | 02-05-1994 | USTA Clay Court Classic, Pinehurst                            | World Series | 250 000 $ | Terre (ext.) | Mark Woodforde Todd Woodbridge         | Jared Palmer Richey Reneberg             | 6-2, 3-6, 6-3      |         |
| 27 | 08-05-1995 | US Men's Clay Court Championship, Pinehurst                   | World Series | 264 250 $ | Terre (ext.) | Mark Woodforde Todd Woodbridge         | Alex O'Brien Sandon Stolle               | 6-2, 6-4           |         |
| 28 | 06-05-1996 | US Men's Clay Court Championship, Pinehurst                   | World Series | 264 250 $ | Terre (ext.) | Pat Cash Patrick Rafter                | Ken Flach David Wheaton                  | 6-2, 6-3           |         |
| 29 | 21-04-1997 | US Men's Clay Court Championship, Orlando                     | World Series | 264 250 $ | Terre (ext.) | Mark Merklein Vincent Spadea           | Alex O'Brien Jeff Salzenstein            | 6-4, 4-6, 6-4      |         |
| 30 | 20-04-1998 | US Men's Clay Court Championship, Orlando                     | Int' Series  | 264 250 $ | Terre (ext.) | Grant Stafford Kevin Ullyett           | Michael Tebbutt Mikael Tillström         | 4-6, 6-4, 7-5      |         |
| 31 | 19-04-1999 | US Men's Clay Court Championship, Orlando                     | Int' Series  | 264 250 $ | Terre (ext.) | Jim Courier Todd Woodbridge            | Bob Bryan Mike Bryan                     | 7-64, 6-4          |         |
| 32 | 01-05-2000 | US Men's Clay Court Championship, Orlando                     | Int' Series  | 325 000 $ | Terre (ext.) | Leander Paes Jan Siemerink             | Justin Gimelstob Sébastien Lareau        | 6-3, 6-4           | Tableau |
| 33 | 30-04-2001 | US Men's Clay Court Championship, Houston                     | Int' Series  | 325 000 $ | Terre (ext.) | Mahesh Bhupathi Leander Paes           | Kevin Kim Jim Thomas                     | 7-64, 6-2          | Tableau |
| 34 | 22-04-2002 | US Men's Clay Court Championship, Houston                     | Int' Series  | 375 000 $ | Terre (ext.) | Mardy Fish Andy Roddick                | Jan-Michael Gambill Graydon Oliver       | 6-4, 6-4           | Tableau |
| 35 | 21-04-2003 | US Men's Clay Court Championship, Houston                     | Int' Series  | 355 000 $ | Terre (ext.) | Mark Knowles Daniel Nestor             | Jan-Michael Gambill Graydon Oliver       | 6-4, 6-3           | Tableau |
| 36 | 12-04-2004 | US Men's Clay Court Championship, Houston                     | Int' Series  | 355 000 $ | Terre (ext.) | James Blake Mardy Fish                 | Rick Leach Brian MacPhie                 | 6-3, 6-4           | Tableau |
| 37 | 18-04-2005 | US Men's Clay Court Championship, Houston                     | Int' Series  | 355 000 $ | Terre (ext.) | Mark Knowles Daniel Nestor             | Martín García Luis Horna                 | 6-3, 6-4           | Tableau |
| 38 | 10-04-2006 | US Men's Clay Court Championship, Houston                     | Int' Series  | 355 000 $ | Terre (ext.) | Michael Kohlmann Alexander Waske       | Julian Knowle Jürgen Melzer              | 5-7, 6-4, [10-5]   | Tableau |
| 39 | 09-04-2007 | US Men's Clay Court Championship, Houston                     | Int' Series  | 391 000 $ | Terre (ext.) | Bob Bryan Mike Bryan                   | Mark Knowles Daniel Nestor               | 7-6, 6-4           | Tableau |
| 40 | 14-04-2008 | US Men's Clay Court Championship, Houston                     | Int' Series  | 411 000 $ | Terre (ext.) | Ernests Gulbis Rainer Schüttler        | Pablo Cuevas Marcel Granollers           | 7-5, 7-63          | Tableau |
| 41 | 06-04-2009 | US Men's Clay Court Championship, Houston                     | ATP 250      | 442 500 $ | Terre (ext.) | Bob Bryan Mike Bryan                   | Jesse Levine Ryan Sweeting               | 6-1, 6-2           | Tableau |
| 42 | 05-04-2010 | US Men's Clay Court Championship, Houston                     | ATP 250      | 442 500 $ | Terre (ext.) | Bob Bryan Mike Bryan                   | Stephen Huss Wesley Moodie               | 6-3, 7-5           | Tableau |
| 43 | 04-04-2011 | US Men's Clay Court Championship, Houston                     | ATP 250      | 442 500 $ | Terre (ext.) | Bob Bryan Mike Bryan                   | John Isner Sam Querrey                   | 64-7, 6-2, [10-5]  | Tableau |
| 44 | 09-04-2012 | US Men's Clay Court Championship, Houston                     | ATP 250      | 442 500 $ | Terre (ext.) | James Blake Sam Querrey                | Treat Conrad Huey Dominic Inglot         | 7-614, 6-4         | Tableau |
| 45 | 08-04-2013 | US Men's Clay Court Championship, Houston                     | ATP 250      | 455 775 $ | Terre (ext.) | Jamie Murray John Peers                | Bob Bryan Mike Bryan                     | 1-6, 7-63, [12-10] | Tableau |
| 46 | 07-04-2014 | Fayez Sarofim & Co. US Men's Clay Court Champ's, Houston      | ATP 250      | 474 005 $ | Terre (ext.) | Bob Bryan Mike Bryan                   | David Marrero Fernando Verdasco          | 4-6, 6-4, [11-9]   | Tableau |
| 47 | 06-04-2015 | Fayez Sarofim & Co. US Men's Clay Court Champ's, Houston      | ATP 250      | 488 225 $ | Terre (ext.) | Ričardas Berankis Teymuraz Gabashvili  | Treat Conrad Huey Scott Lipsky           | 6-4, 6-4           | Tableau |
| 48 | 04-04-2016 | Fayez Sarofim & Co. US Men's Clay Court Champ's, Houston      | ATP 250      | 515 025 $ | Terre (ext.) | Bob Bryan Mike Bryan                   | Víctor Estrella Burgos Santiago González | 4-6, 6-3, [10-8]   | Tableau |
| 49 | 10-04-2017 | Fayez Sarofim & Co. US Men's Clay Court Championship, Houston | ATP 250      | 535 625 $ | Terre (ext.) | Julio Peralta Horacio Zeballos         | Dustin Brown Frances Tiafoe              | 4-6, 7-5, [10-6]   | Tableau |
| 50 | 09-04-2018 | Fayez Sarofim & Co. US Men's Clay Court Championship, Houston | ATP 250      | 557 050 $ | Terre (ext.) | Max Mirnyi Philipp Oswald              | Andre Begemann Antonio Šančić            | 62-7, 6-4, [11-9]  | Tableau |
| 51 | 08-04-2019 | Fayez Sarofim & Co. US Men's Clay Court Championship, Houston | ATP 250      | 583 585 $ | Terre (ext.) | Santiago González Aisam-Ul-Haq Qureshi | Ken Skupski Neal Skupski                 | 6-3, 4-6, [10-6]   | Tableau |
| 53 | 04-04-2022 | Fayez Sarofim & Co. US Men's Clay Court Championship, Houston | ATP 250      | 594 950 $ | Terre (ext.) | Matthew Ebden Max Purcell              | Ivan Sabanov Matej Sabanov               | 6-3, 6-3           | Tableau |
| 54 | 03-04-2023 | Fayez Sarofim & Co. US Men's Clay Court Championship, Houston | ATP 250      | 642 735 $ | Terre (ext.) | Max Purcell Jordan Thompson            | Julian Cash Henry Patten                 | 4-6, 6-4, [10-5]   | Tableau |
| 55 | 01-04-2024 | Fayez Sarofim & Co. US Men's Clay Court Championship, Houston | ATP 250      | 661 585 $ | Terre (ext.) | Max Purcell Jordan Thompson            | William Blumberg John Peers              | 7-5, 6-1           | Tableau |
| 56 | 31-03-2025 | Fayez Sarofim & Co. US Men's Clay Court Championship, Houston | ATP 250      | 680 140 $ | Terre (ext.) | Fernando Romboli John-Patrick Smith    | Federico Agustín Gómez Santiago González | 6-1, 6-4           | Tableau |